# Llista de topònims dels Masos
Llista de topònims (noms propis de lloc) dels Masos (Conflent).
Informació actualitzada per un bot. Els canvis manuals es perdran quan s'actualitzi!

## església
| imatge | Nom                               | Ubicat a  | instància de          | Detalls                      | coordenades                                                                      | Protecció | Commons (més fotos)                              | Dades a WD                    |
| ------ | --------------------------------- | --------- | --------------------- | ---------------------------- | -------------------------------------------------------------------------------- | --------- | ------------------------------------------------ | ----------------------------- |
|        | Sant Julià d'Avellanet            | els Masos | església              | Estat: enderrocat o destruït | 42° 36′ 53″ N, 2° 26′ 57″ E / 42.614825°N,2.449288888888889°E 359.3 msnm         |           |                                                  | Modifica les dades a Wikidata |
|        | Sant Just i Sant Pastor de Llonat | els Masos | església              | Estat: enderrocat o destruït | 42° 37′ 18″ N, 2° 27′ 41″ E / 42.62178055555555°N,2.461433333333334°E 381.8 msnm |           |                                                  | Modifica les dades a Wikidata |
|        | Santa Maria del Roure             | els Masos | església Ús: església | Estil: arquitectura romànica | 42° 37′ 18″ N, 2° 27′ 36″ E / 42.621602°N,2.45999°E 385.9 msnm                   |           | Église de la Nativité-de-Notre-Dame de Los Masos | Modifica les dades a Wikidata |

## vilatge
| imatge | Nom          | Ubicat a  | instància de | Detalls                 | coordenades                                                                  | Protecció | Commons (més fotos) | Dades a WD                    |
| ------ | ------------ | --------- | ------------ | ----------------------- | ---------------------------------------------------------------------------- | --------- | ------------------- | ----------------------------- |
|        | Avellanet    | els Masos | vilatge      | Anomenat per: Corylus   | 42° 36′ 53″ N, 2° 26′ 58″ E / 42.61472222°N,2.44944444°E 476.5 msnm          |           |                     | Modifica les dades a Wikidata |
|        | La Sagristia | els Masos | vilatge      | Anomenat per: sagristia | 42° 36′ 43″ N, 2° 26′ 50″ E / 42.61192778°N,2.44728889°E 476.5 msnm          |           |                     | Modifica les dades a Wikidata |
|        | Llonat       | els Masos | vilatge      |                         | 42° 37′ 18″ N, 2° 27′ 41″ E / 42.621713888889°N,2.4614527777778°E 381.1 msnm |           |                     | Modifica les dades a Wikidata |

## Misc
| imatge | Nom                        | Ubicat a                   | instància de                              | Detalls                   | coordenades | Protecció | Commons (més fotos)    | Dades a WD                    |
| ------ | -------------------------- | -------------------------- | ----------------------------------------- | ------------------------- | --- | --------- | ---------------------- | ----------------------------- |
|        | El Roure                   | els Masos                  | veïnat                                    | Anomenat per: roure pènol | 42° 36′ 26″ N, 2° 27′ 30″ E / 42.6073°N,2.4582°E 476.5 msnm                                                                |           |                        | Modifica les dades a Wikidata |
|        | Joncet                     | els Masos                  | localitat                                 |                           | 42° 37′ 03″ N, 2° 27′ 32″ E / 42.617397222222°N,2.4588777777778°E 348.2 msnm                                               |           |                        | Modifica les dades a Wikidata |
|        | Sant Sebastià d'Avellanet  | els Masos                  | capella                                   |                           | 42° 36′ 54″ N, 2° 26′ 58″ E / 42.61501389°N,2.44951111°E 360.6 msnm                                                        |           |                        | Modifica les dades a Wikidata |
|        | casa de la vila dels Masos | els Masos                  | instal·lació Ús: seu del govern local     |                           | 42° 37′ 19″ N, 2° 27′ 40″ E / 42.6218532104121°N,2.46116635739777°E fr:66500 LOS MASOS                                     |           | Town hall of Los Masos | Modifica les dades a Wikidata |
|        | la Lloseta                 | Clarà i Villerac els Masos | dolmen                                    |                           | 42° 36′ 11″ N, 2° 27′ 16″ E / 42.603166666667°N,2.4543611111111°E 497 msnm                                                 |           |                        | Modifica les dades a Wikidata |
|        | refugi del Pinetell        | els Masos Vallmanya        | instal·lació esportiva refugi de muntanya | 2008                      | 42° 31′ 08″ N, 2° 30′ 33″ E / 42.51891°N,2.50921°E fr:BALCON DU CANIGOU 66500 Los Masos fr:ABRI DE PINETEIL 66320 Valmanya |           |                        | Modifica les dades a Wikidata |